# Burgstall Kirchenrohrbach
Der Burgstall Kirchenrohrbach, auch Rohrbach oder auch Burgstall Gußstein genannt, ist eine abgegangene Höhenburg auf dem Höhenrand einer 416 Meter hohen Bergkuppe (Gußstein) 60 Meter über dem Regental in der Gemarkung Kirchenrohrbach der Gemeinde Walderbach im Oberpfälzer Landkreis Cham in Bayern. Die Anlage wird als Bodendenkmal unter der Aktennummer D-3-6840-0136 im Bayernatlas als „mittelalterlicher Burgstall“ geführt. 

## Geschichte
Die Burg wurde in der ersten Hälfte des 12. Jahrhunderts von den Herren von Rohrbach, einer Diepoldinger Ministerialenfamilie, als Stammsitz erbaut. Die Familie hatte kurze Zeit später ihren Stammsitz bis ins 13. Jahrhundert auf der Burg Katzenrohrbach, nachdem sie sich auch benannten. Ab 1196 war die Burg Ministerialsitz des Hochstifts Bamberg. Nachdem 1204 die Chamer Linie der Diepoldiger mit Markgraf Berthold II. ausgestorben war, orientierten sich die Rohrbacher politisch vermutlich an den Wittelsbachern, die Burg fand keine Erwähnung mehr und begann zu verfallen.
1424 wird eine Hofmark Kirchenrohrbach erwähnt, die vermutlich von den Rohrbachern an die Satzenhofer gekommen ist. Am 14. September 1424 verkauften die Gebrüder Wilhelm und Hans die Satzenhofer zu Fraunstein  ihr freieigenes Dorf und Hofmark Kirchenrohrbach dem Abt Johannes von Kloster Walderbach. 1518 ist in dem Landsassenmatrikel zu Kirchenrohrbach ein Jorig Vorster seeliger als gewester Inhaber der Forsthube zu Kirchenrohrbach eingetragen. Er hatte die Verpflichtung, eine Rüstung zu tragen (mit seiner Rüstung gewart). Danach erscheint noch ein Niklas Margreder, Vorster zu Rorbach in den Urkunden des Klosters Walderbach.

## Beschreibung
Der Burgstall der ehemaligen Burganlage ist heute ein Bodendenkmal, das noch Reste der früheren Bebauung zeigt.
Von dem in die Mitte bis an das späte 12. Jahrhundert zu datierende Bergfried auf einer Grundfläche von 7,5 mal 7,5 Metern mit einer Mauerstärke von zwei Metern in der Nordostecke der Anlage waren 1905 noch mehrere Lagen Buckelquadermauerwerk zu sehen.
Im Westen der kleinen Burg sind noch die zwei Meter hohen Reste eines halbkreisförmigen vier bis fünf Meter breiten Grabens mit vorgelagertem Wall erkennbar und im Osten eine zwingerartige tiefergelegene Terrasse. Die 25 mal 30 Meter große Kernanlage lässt im Nordwesten und Südosten noch die Fundamente der Ringmauer erkennen. Im Westteil lässt sich ein Wohnbau annehmen, der durch eine Binnenmauer abgetrennt war, und eine Vertiefung könnte auf einen Keller oder eine Zisterne hinweisen.